# Síndrome de Charles Bonnet
El Síndrome de Charles Bonnet (en inglés: Charles Bonnet syndrome, CBS) es una perturbación visual psicológica que provoca que pacientes con pérdida visual parcial o severa manifiesten alucinaciones visuales complejas. El síndrome recibe el nombre del biólogo y fisiólogo Charles Bonnet (1720-1793), quien la describió por primera vez en 1760.

## Características
Este síndrome afecta a personas mentalmente sanas con una pérdida visual significativa. Dichas personas experimentan recurrentes alucinaciones visuales, vivas y complejas. Una de las características de esas alucinaciones es que los personajes u objetos se presentan en un tamaño menor de lo normal, también conocidas como Micropsia. Quienes padecen este síndrome entienden que las alucinaciones no son reales, sino únicamente visuales, no afectando ninguno de los otros sentidos. Estimar el predominio exacto de este síndrome es una tarea difícil debido en gran parte a que los afectados temen admitir el sufrimiento de tales alucinaciones, a fin de no ser tratados como enajenados. Quienes sufren de CBS pueden experimentar una gran variedad de alucinaciones, de las cuales las imágenes de patrones coloreados complejos y de gente son las más comunes, seguidas de los animales, las plantas u otros objetos inanimados.
El síndrome de Charles Bonnet se observa de forma más frecuente en pacientes con degeneración macular relacionada con la edad avanzada (DMAE) y pacientes con grandes defectos del campo visual. Está asociado a lesiones de cualquier segmento de la vía visual. Las alucinaciones generalmente se detienen cuando el paciente realiza movimientos oculares.